# Sofia Pereïaslavtseva
Sofia Mikhaïlovna Pereïaslavtseva (en russe : Софья Михайловна Переяславцева, et parfois francisé en : Sophie Pereyaslawzewa), née le septembre 1849 à Voronej et morte en 1903, est l'une des premières femmes hydrobiologistes de la mer Noire.

## Biographie
Elle a obtenu un doctorat en sciences de l'université de Zurich. Sa thèse de doctorat porte sur le nez des poissons (le titre en allemand est Vorläufige Mittheilungen über die Nase der Fische). Ses recherches concernent l'embryologie et la morphologie des invertébrés de la Mer Noire,,

### Directrice de la station de biologie de Sébastopol
Elle rejoint la station de biologie de Sébastopol pour remplacer provisoirement V. N. Oulianine sur proposition d'Alexandre Kovalevski. Oulianine assure  à l'époque les fonctions de directeur de la station sans en avoir le titre. Quand il revient, une bourse de 150 roubles est allouée à Pereïaslavtseva pour continuer ses recherches. 
En 1880, Oulianine part  définitivement et Kovalevski propose d'attribuer son poste à Pereïaslavtseva, sous réserve que son salaire ne soit que de 50 roubles par mois. Cette proposition est validée par la Société des naturalistes de Novorossïïsk. Pereïaslavtseva accepte et occupe donc les fonctions de directrice de la station biologique à Sébastopol pendant dix ans, de 1878 à 1888,sans en avoir le titre officiel. Son successeur deviendra directeur. Sa mission  est de répertorier la faune et flore de la mer Noire. Elle ajoute au répertoire connu des espèces animales de la mer Noire 200 espèces, dont 105 protozoaires.  
Elle publie la première carte-marine de la faune dans la baie de Sébastopol. 
En 1899 elle entre en conflit avec Kovalevski au cours du congrès de la Société des naturalistes  de Novorossïïsk, qui se voit offrir le poste de directeur de la station, ce poste dépendant désormais de l'Académie des sciences de Saint-Pétersbourg. Ceci la positionne dans un rôle de second plan. Elle démissionne en 1891 et quitte la Russie pour se rendre en Italie. Elle doit abandonner tous ses travaux et dossiers. 
Elle explore alors les côtes de France et le golfe de Naples. 
Elle a travaillé au Muséum d'histoire naturelle à Paris dirigé par Alphonse Milne-Edwards.
Un collègue nommé Lépine dessine son portrait au crayon. 
En 1903 ses travaux sont enfin reconnus en Russie et elle devient chargée de cours de zoologie comparée à l'université de Novorossiisk. Elle meurt en décembre 1903.  
Elle est mentionnée dans les mémoires de l'académie impériale des sciences de Saint-Pétersbourg (VII série, volume XXV de 1910). L'article mentionne ses travaux et le fait que ses collections d'espèces ont été mises à disposition d'un chercheur qui reconnait la valeur scientifique de cet apport.

## Publications
- Monographie Des Turbellaries de la mer Noire (1892)[8]
- Études sur le développement des Amphipodes, Moscou, 1888-1889
- Vorläufige Mittheilungen über die Nase der Fische, Zurich, 1876